# Aerangis macrocentra
Aerangis macrocentra é uma espécie de orquídea monopodial epífita, família Orchidaceae, que habita Madagascar.